# 會昌中興

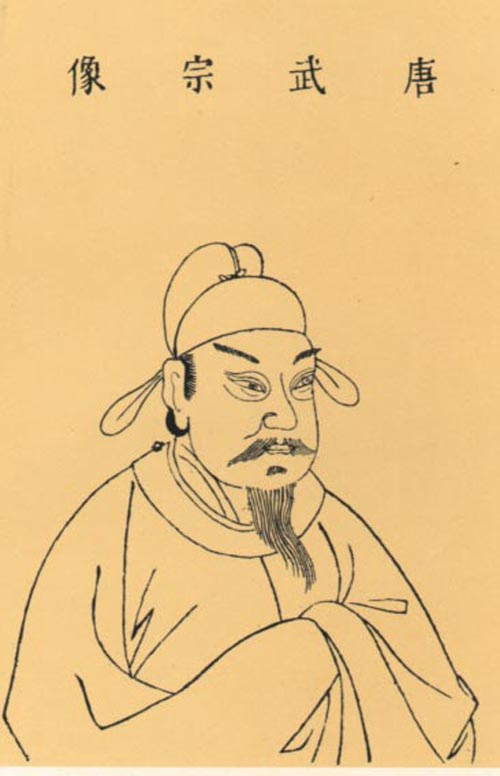
唐武宗

会昌中興是指唐朝唐武宗统治时期出现的小康。武宗在他在位时起用李德裕为相。良相李德裕推行「政歸中書」政策，極为腐朽的大唐漸漸恢复元气，專权的宦官仇士良只好向武宗「告老還鄉」。

## 起用良相
唐文宗逝世，宦官仇士良擁立颍王李瀍为帝，是為唐武宗。武宗封李德裕为相。李德裕執政后，推行「政歸中書」之策。逼得仇士良不得不退下政治舞台，向武宗「告老還鄉」。從此宦官失寵，直至李德裕被宦官廢去。武宗和李德裕的勤政使唐朝恢復元氣，外攘回纥，内平泽潞，威震中外；更严肃整顿吏治，裁汰冗官，制驭宦官，使朝政为之一新。

## 會昌滅佛
武宗信奉道教，全国正興起佛教，使武宗遂有灭佛之心。后来，宦官暗中扶持武宗的叔叔李忱，武宗怕自己帝位不保，便下令追殺李忱，又下令灭佛，使李忱无處隐身。此事史称会昌灭法。

## 改寫遗诏
武宗希望长生不老，便在各地搜集仙丹。因此他的身体一直衰退，在会昌后期，他因煉丹而患上了重病，卧倒在床。宦官馬元贽在武宗昏迷时改寫遗诏，使李忱得以繼位。会昌六年，武宗病逝。会昌中興結束，大中之治遂起。

### 引用
1. ↑  《舊唐書 本紀第十八上  武宗》
2. ↑  《新唐書 傳记第一百〇五  李德裕》
3. ↑  《新唐書本紀第八  文宗 敬宗 武宗 宣宗》
4. ↑  《唐書 列傳第一百二十五》